# Makuusaaret
Makuusaaret är en ö i Finland. Den ligger i sjön Naarajärvi och i kommunen Kuopio i den ekonomiska regionen  Kuopio ekonomiska region  och landskapet Norra Savolax, i den centrala delen av landet, 300 km norr om huvudstaden Helsingfors. Öns största längd är 90 meter i sydväst-nordöstlig riktning. Notera att namnet antyder att det är fråga om flera öar.